# Sri Lanka na Letnich Igrzyskach Olimpijskich 1992
Sri Lankę na Letnich Igrzyskach Olimpijskich 1992 reprezentowało jedenastu zawodników: pięciu mężczyzn i sześć kobiet. Był to 11 start reprezentacji Sri Lanki w letnich igrzyskach olimpijskich.

## Skład kadry

### Badminton
Mężczyźni
- Niroshan Wijekoon - gra pojedyncza - 33. miejsce,

### Lekkoatletyka
Kobiety
- Damayanthi Dharsha

bieg na 100 m - odpadła w eliminacjach,
bieg na 200 m - odpadła w ćwierćfinale,
- Jayamini Illeperuma - bieg na 400 m - odpadła w ćwierćfinale,
- Sriyani Dhammika Manike

bieg na 800 m - odpadła w eliminacjach,
bieg na 1500 m - odpadła w eliminacjach,
- Sriyani Kulawansa - bieg na 100 m przez płotki - odpadła w eliminacjach,
- Vijitha Amerasekera - rzut oszczepem - 24. miejsce,

Mężczyźni
- Sriyantha Dissanayake

bieg na 100 m - odpadł w eliminacjach,
bieg na 200 m - odpadł w eliminacjach,
- Kuruppu Karunaratne - maraton - 71. miejsce,

### Pływanie
Mężczyźni
- Julian Bolling

200 m stylem dowolnym - 49. miejsce,
100 m stylem motylkowym - 65. miejsce,
200 m stylem motylkowym - 44. miejsce,

### Podnoszenie ciężarów
Mężczyźni
- Ansela Marlen Wijewickrema - waga do 52 kg - 12. miejsce,

### Strzelectwo
Kobiety
- Pushpamali Ramanayake - karabin pneumatyczny 10 m - 37. miejsce,